# Tesela

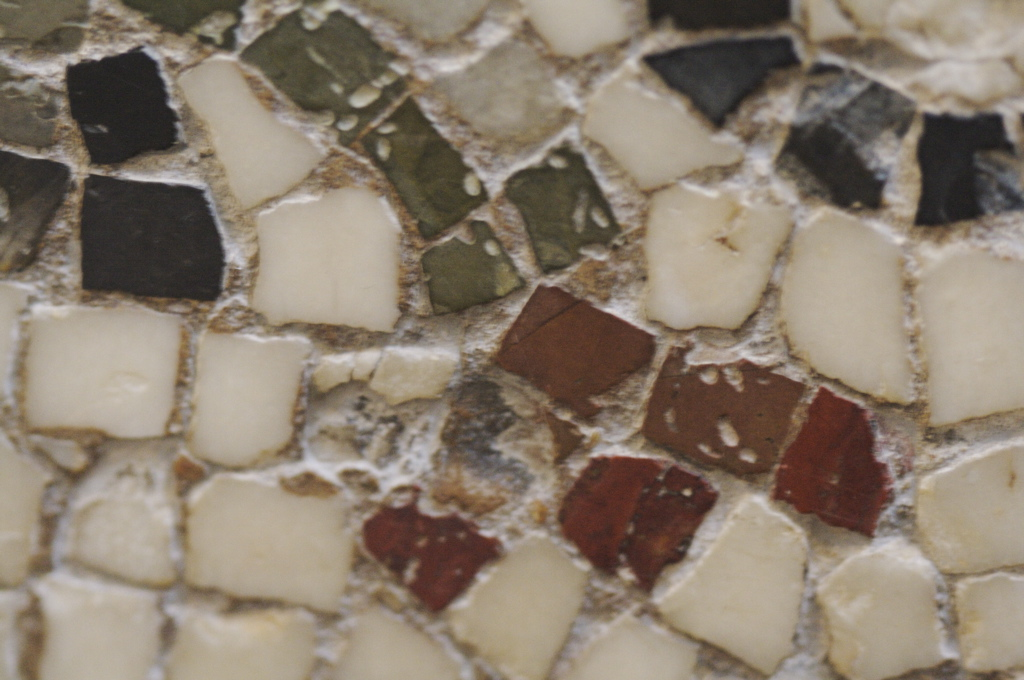
Teselas de un mosaico romano.

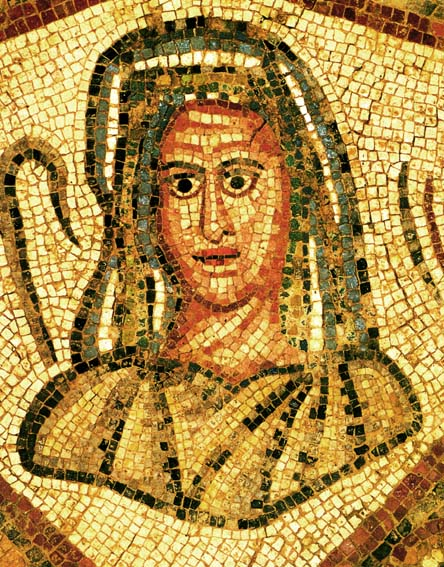
Mosaico decorativo.

La tesela es una pequeña pieza de piedra, terracota o vidrio coloreado que se utiliza para confeccionar un mosaico. La palabra proviene del latín tessella que, a su vez, procede del término griego τεσσερες. 
Los romanos elaboraban los mosaicos con estas pequeñas piezas llamadas teselas, de ahí que se refiriesen a ellos también como opus o ars tessellatum. Las teselas son piezas de forma cúbica, hechas de rocas calcáreas o materiales de vidrio o cerámicas, muy cuidadas y elaboradas y de distintos tamaños. El artista las disponía sobre la superficie, como un rompecabezas, distribuyendo el color y la forma y fijándolas con una masa de aglomerante. 
En el mundo griego fue muy frecuente y desde muy temprano (desde fines del siglo V a. C.) el pavimento compuesto por guijas de río (piedrecillas que se encuentran en las orillas) de tamaños y de colores distintos. A este trabajo lo llamaban lithostrôtos (‘extendido o cubierto con piedras’). Con estas guijas se hacían dibujos sencillos de temas geométricos. A finales del siglo III a. C., las teselas vinieron a sustituir estos guijarros polícromos.
Los romanos llegaron a dominar el trabajo hecho con las teselas. Las primeras obras se hacían con teselas muy pequeñas y ya en época imperial el tamaño se hizo mayor, de un centímetro cuadrado. El mosaista llamado Sosos de Pérgamo hizo en el mosaico que se conoce con el nombre de Las palomas el trabajo de un gran profesional; este mosaico está compuesto con teselas muy pequeñas: sesenta teselas ocupan el espacio de un centímetro cuadrado.
Las teselas se colocaban sobre un lecho de conglomerante casi líquido. Era una técnica que puede compararse con el puntillismo de los pintores impresionistas del siglo XIX. Para fabricar un pavimento hecho de mosaico había que seguir una serie de pasos que con el tiempo se fueron perfeccionando. El lugar de fabricación era un taller especial. Allí lo primero que se hacía era diseñar el cuadro y este trabajo tomaba el nombre de emblema, voz tomada del griego que viene a significar "algo que se incrusta en". Después de haber diseñado el cuadro se hacía una división de acuerdo con el colorido. Se sacaba a continuación una plantilla en papiro o en tela de cada una de esas parcelas divididas y sobre dicha plantilla se iban colocando las teselas siguiendo el modelo escogido con anterioridad. Las teselas se colocaban invertidas, es decir, la cara que se vería tenía que estar pegada a la plantilla. Cuando este trabajo estaba terminado, los expertos lo transportaban in situ para que el artista concluyera allí su obra.